# Фридебург, Ганс-Георг фон
Га́нс Гео́рг фон Фри́дебург (нем. Hans-Georg von Friedeburg); 15 июля 1895, Страсбург — 23 мая 1945, Мюрвик-Фленсбург) — немецкий военно-морской офицер, генерал-адмирал (30 января 1945).

## Биография
23 декабря 1914 года поступил в ВМФ в звании фенрих.

### Первая мировая война
Участник 1-й мировой войны, с 20 декабря 1914 года служил на линейном корабле «Кронпринц». 13 июля 1916 года произведен в лейтенанты.
4 декабря 1917 года перешел в подводный флот и с 20 июня по 27 ноября 1918 года служил вахтенным офицером на подлодке U-114. За боевые отличия награждён Железным крестом 1-го и 2-го класса.
С 28 ноября 1918 года в инспекции подводного флота.
С 16 декабря 1918 года вахтенный офицер на легком крейсере «Регенсбург», с 16 октября 1919 года — крейсера «Кёнигсберг».

### Межвоенная служба
С 1 июня 1920 года адъютант корабельной кадрированной дивизии «Нордзее», с 7 сентября 1920 года — на крейсере «Гамбург». С февраля 1922 года служил в частях береговой обороны. С 21 декабря 1924 по 1 апреля 1925 года и с 30 мая 1925 по 30 июня 1927 года — вахтенный и торпедный офицер на крейсере «Гамбург», в 1925 году инструктор торпедной школы.
С 23 апреля 1929 года офицер связи ВМС при командующем I военным округом (Восточная Пруссия).
С 16 июня 1932 года состоял референтом при Курте фон Шлейхере. 1 февраля 1933 года назначен адъютантом Эриха Редера и 1 апреля произведен в капитаны 3-го ранга.
С 1934 года — в штабе командования флота, затем военно-морской адъютант военного министра Вернера фон Бломберга.
С 30 сентября 1936 года 1-й офицер легкого крейсера «Карлсруэ». С 17 марта 1938 года офицер Адмирал-штаба при командующем германскими ВМС в Испании. Со 2 ноября 1938 года офицер Адмирал-штаба при штабе командующего охраной Северного моря.
6 февраля 1939 года переведен в распоряжение командующего подводным флотом. Ближайший сотрудник Карла Дёница. С 6 июня по 8 июля 1939 года командовал подлодкой U-27.

### Вторая мировая война
С 25 сентября 1939 года начальник Организационного отдела штаба командующего подводным флотом.
С 12 сентября 1941 года — 2-й командующий подводным флотом. После назначения Дёница главнокомандующим ВМС Фридебург 30 января 1943 года был назначен командующим адмиралом подводным флотом (Дёниц сохранил за собой пост командующего подводным флотом), фактически в руках Фридебурга сосредоточилось все руководство подводными силами Германии. Пользовался безусловным доверием и поддержкой Дёница.
17 января 1945 награждён Рыцарским крестом за военные заслуги с мечами.
После назначения Дёница рейхспрезидентом Германии Фридебург с 1 мая 1945 года являлся главнокомандующим германским ВМС. 4 мая 1945 года подписал Акт о частичной капитуляции вермахта на северном пространстве Германии. 7 мая 1945 года вместе с генералом Альфредом Йодлем в Реймсе подписал Акт о безоговорочной капитуляции Германии. 8 мая 1945 года, по требованию советского командования, не признавшего капитуляцию 7 мая, вместе с генерал-фельдмаршалом Вильгельмом Кейтелем и генерал-полковником авиации Гансом-Юргеном Штумпфом подписал в Карлсхорсте Акт о безоговорочной капитуляции Германии. Затем вернулся в штаб-квартиру правительства Дёница в морском училище в Мюрвике.
Перед арестом правительства покончил жизнь самоубийством, отравившись цианидом.

## Награды
- Железный крест (1914) 2 и 1 класса
- Орден Церингенского льва рыцарский крест 2 класса с мечами
- Орден Святого Иоанна
- Почётный крест Первой мировой войны 1914/1918 с мечами
- Медаль «За выслугу лет в вермахте» 4, 3, 2 и 1 степени
- Испанский крест в серебре с мечами
- Пряжка к Железному кресту 2 и 1 класса
- Крест военных заслуг 2 и 1 класса с мечами
- Немецкий крест в серебре (06.06.1942)
- Рыцарский крест Креста военных заслуг с мечами (17.01.1945)